# 1896 au Nouveau-Brunswick
Chronologie du Nouveau-Brunswick
- 1892
- 1893
- 1894
- 1895
- 1896
- 1897
- 1898
- 1899
- 1900

Cette page concerne des événements d'actualité qui se sont produits durant l'année 1896 dans la province canadienne du Nouveau-Brunswick.

## Événements
- 7 janvier : le député conservateur fédéral de Northumberland Michael Adams est nommé au Sénat du Canada.
- 6 février : le conservateur James Robinson remporte l'élection partielle fédérale par acclamation de Northumberland à la suite de la nomination de Michael Adams au Sénat.
- 23 avril : le député conservateur fédéral de York Thomas Temple est nommé au Sénat à Ottawa.
- 23 juin : à l'élection fédérale canadienne de 1896, 5 députés libéraux-conservateurs, 4 députés libéraux, 4 conservateurs et 1 député indépendant sont élus dans la province.
- 17 juillet : James Mitchell devient premier ministre du Nouveau-Brunswick.
- 25 août : l'ancien premier ministre provinciale Andrew George Blair remporte l'élection partielle fédérale de Sunbury—Queen's à la suite de la nomination de George Gerald King au Sénat.
- 9 décembre : Abner Reid McClelan devient le nouveau lieutenant-gouverneur du Nouveau-Brunswick.
- 18 décembre : l'ancien député libéral fédéral de Sunbury—Queen's George Gerald King est nommé au Sénat à Ottawa.

## Naissances
- 14 août : William Arthur Losier, député
- 16 septembre : Margaret Fitzgerald, supercentenaire

## Décès
- 1er janvier : John Wallace, député.
- 12 janvier : Charles Wesley Weldon, député.
- 4 mai : Timothy Warren Anglin, journaliste et homme politique.
- 25 juin : Samuel Leonard Tilley, premier ministre et lieutenant-gouverneur du Nouveau-Brunswick.
- 24 novembre : John James Fraser, premier ministre et lieutenant-gouverneur du Nouveau-Brunswick.
- 2 décembre : Lévite Thériault, député.